# Ministerio del Interior de Uruguay
El Ministerio del Interior de Uruguay, tiene como finalidad el controlar, el regimiento y la evaluación de las políticas, programas y planes referidos a la seguridad pública, además de garantizarle a la ciudadanía el libre ejercicio de los derechos y libertades fundamentales.
Este ministerio tiene a su cargo al cuerpo policial de Uruguay, así como también al cuerpo de bomberos. Además, es el encargado de emitir la cédula de identidad y otros documentos, a través de la Dirección Nacional de Identificación Civil.

## Creación
Fue creado durante el Gobierno Provisorio de José Rondeau el 22 de diciembre de 1828 como Ministerio de Gobierno y Relaciones Exteriores, pero en 1856 se dividió para dar origen al Ministerio de Relaciones Exteriores y al Ministerio de Gobierno, por otro. En 1943 finalmente es renombrado como Ministerio del Interior.

## Estructura
El actual ministro del Interior es, desde el 1 de marzo de 2025, Carlos Negro.
En el ejercicio actual (2025-2030) Ministerio del Interior se estructura en los siguientes direcciones ejecutoras.
- Dirección Nacional de Policía. 
  - Dirección Nacional de Policía Caminera.
  - Dirección Nacional de la Guardia Republicana.
  - Dirección de Bomberos.
  - Dirección de Policía Científica.
  - Dirección Nacional de la Policía Nacional.
    - Dirección General de Información e Inteligencia Policial.
    - Dirección General de Represión al Tráfico Ilícito de Drogas.
    - Dirección General de Lucha contra el Crimen Organizado e Interpol.

- Dirección Nacional de Convivencia y Seguridad Ciudadana.
- Instituto Nacional de Rehabilitación.
- Dirección Nacional de Sanidad Policial. 
  - Hospital Policial.
- Dirección Nacional de Identificación Civil.
- Dirección Nacional de Seguridad Rural.
- Dirección Nacional de Migraciones.
- Director Nacional de Asistencia y Seguridad Social.
- Unidad de Víctimas de la Violencia y el delito.
- Gabinete de Seguridad.

### Gabinete de Seguridad
El Gabinete de Seguridad del Ministerio tendrá como misión principal la coordinación y la articulación de las acciones vinculadas a la conservación del orden y la seguridad pública.
Dicho gabinete será presidido por el mismo Ministro del Interior y estará integrado, por el Subsecretario, el director general de Secretaría, el Director de la Policía Nacional, el director de la Guardia Republicana, el Jefe de Policía de Montevideo, el Jefe de Policía de Canelones, el director general de Información e Inteligencia Policial, el director general de Represión al Tráfico Ilícito de Drogas y el director general de Lucha contra el Crimen Organizado e Interpol.

## Sede

Antigua imagen del Palacio Podesta

Sus sedes están ubicadas en el Centro de Montevideo,  en dos históricos edificios aledaños los cuales fueron anexados con el paso del tiempo. El Palacio Podesta, ubicado sobre la calle Julio Herrera y Obes, y el Palacio Quintela sobre la misma con acceso sobre la calle Mercedes.  